# Naoya Kihara
Naoya Kihara (jap. 直哉 木原, Kihara Naoya; * 23. Juli 1981 in Nayoro) ist ein professioneller japanischer Pokerspieler. Er gewann 2012 ein Bracelet bei der World Series of Poker.

## Persönliches
Kihara studierte an der Universität Tokio Physik und arbeitete einige Zeit als Lehrer. Während seiner Zeit als Student begann er Backgammon zu spielen und wurde Semi-Profi. Auch heute spielt er neben Poker noch Backgammon sowie Mah-Jongg und Shōgi. Der Japaner lebt in Tokio.

## Pokerkarriere
Kihara spielt beim Onlinepokerraum PokerStars unter dem Nickname nkeyno. Am 21. September 2012 wurde er als erster japanischer Spieler ins Team PokerStars aufgenommen, in dem er bis 2016 aktiv war.
Seine erste Geldplatzierung bei einem Live-Turnier erzielte der Japaner Ende Februar 2010 beim Main Event der World Poker Tour (WPT) in Los Angeles. Im Juli 2011 kam er erstmals beim Main Event der World Series of Poker (WSOP) im Rio All-Suite Hotel and Casino am Las Vegas Strip ins Geld und belegte den mit knapp 20.000 US-Dollar dotierten 653. Platz. Im Jahr darauf gewann er bei der WSOP 2012 ein Turnier der Variante Pot Limit Omaha und erhielt eine Siegprämie von mehr als 500.000 US-Dollar sowie als erster Japaner ein Bracelet. Ende Februar 2013 erreichte Kihara den Finaltisch beim WPT-Main-Event in Los Angeles und erhielt für seinen neunten Platz knapp 100.000 US-Dollar. Bei der WSOP 2022, die erstmals im Bally’s Las Vegas und Paris Las Vegas ausgespielt wurde, saß er bei drei Turnieren mit gemischten Varianten am Finaltisch. Dabei beendete der Japaner die Poker Player’s Championship als Dritter und erhielt seine bislang höchste Auszahlung von rund 640.000 US-Dollar.
Insgesamt hat sich Kihara mit Poker bei Live-Turnieren mehr als 2 Millionen US-Dollar erspielt.